# 合本
合本為從多部同本異譯佛典中，以一部為「本」或「母」，其餘為「子」，將「子」的同段文句不同譯法，抄集於「本」的相應文句下，藉相互參照以探究義理的方法，又稱為合本子注。
據支敏度〈合維摩詰經序〉，合本子注的主要目的在於「分章斷句，使事類相從，令尋之者瞻上視下、讀彼案此，足以釋乖迂之勞。《易》則易知矣，若能參考校異、極數通變，則萬流同歸、百慮一至，庶可以闡大通於未寤，闔同異於均致。」這種方法的產生，很可能由儒者注疏經文改進而來。
合本的本質是平行文本的校勘，它可能是同一經典的不同譯本，也可能是不同經典中論述相似內容的平行段落，前者如支敏度等，後者的代表為曇無蘭。
使用合本的佛教知名人物及其成果有：支敏度合《維摩詰經》（參見〈合維摩詰經序〉）、《首楞嚴經》（參見〈合首楞嚴經記〉）；曇無蘭合《比丘戒本》、《三十七品經》、千佛名號；支道林合《大品》《小品》（參見支道林〈大小品對比要抄序〉）；釋道安合《放光》《光讚》（參見道安〈合放光光讚略解序〉）。支謙合《微密持經》（參見支謙〈合密微持經記〉）。
至隋唐以降，寶貴合《金光明經 》、僧就合《大集經》，都將源頭追溯至東晉時期的「合本」，不過其做法是將不同譯者翻譯的部分拼綴成一部經典，彼此之間是首尾相接，而非平行並列，這種方式的合本可稱之為「拼綴型合本」。採用合本子注方式形成的合本，則是「對勘型合本」。兩者不但性質有異，「拼綴型合本」也並不採用子注之體。
1. 1 2  陈志远. .   [2022-02-01]. （原始内容存档于2022-02-02）.